# Lawang Agung Baru
Lawang Agung Baru is een bestuurslaag in het regentschap Lahat van de provincie Zuid-Sumatra, Indonesië. Lawang Agung Baru telt 471 inwoners (volkstelling 2010).